# NK Olimpija Ljubljana (1911)
NK Olimpija Ljubljana var en fotbollsklubb i Ljubljana i Slovenien, bildad 1911. Klubben upplöstes 2005, efter ekonomiska problem. Klubben tillbringade totalt 20 säsonger i Jugoslaviens högsta division, varav 19 raka från 1966 till 1984. Deras resultat där redovisas nedan.
| - 1966: 8 - 1967: 14 - 1968: 11 - 1969: 12 - 1970: 16 - 1971: 7 - 1972: 9 - 1973: 16 - 1974: 10 - 1975: 12 | - 1976: 14 - 1977: 12 - 1978: 10 - 1979: 16 - 1980: 15 - 1981: 12 - 1982: 9 - 1983: 7 - 1984: 17 (nedflyttning) - 1989: 14 |

En av de mer berömda spelarna var Branko Oblak, som spelade där mellan 1966 och 1973 och senare ledde laget vid två tillfällen.
1970 spelade laget final i den jugoslaviska cupen, och 1972 och 1982 nådde man semifinalspelet i samma turneringen. Laget kvalificerade sig även två gånger för Mässcupen.
I Sloveniens högsta division vann laget det slovenska mästerskapet 1992, 1993, 1994 och 1995, och deltog i Uefacupen säsongen 1994/1995.
Olimpijas ultragrupp hette "Green Dragons".
Efter att klubben upplösts bildades en ny klubb, NK Bežigrad
Bežigrad är den stadion och det distrikt som var hemmaområde för Olimpija. NK Bežigrad som spelar i slovenska division 3 har också Bežigrad stadion som hemmaplan.

## Meriter
- Slovenska ligan: 4

1992, 1993, 1994, 1995
- Slovenska cupen: 4

1992/1993, 1995/1996, 1999/2000, 2002/2003

### Fotnoter
1. ↑  ”European Competitions 1994-95” (på engelska). RSSSF. http://www.rsssf.com/ec/ec199495.html#uefa. Läst 22 april 2015.